# 奧薩 (圖里西克區)
50°57′48″N 24°32′49″E / 50.96333°N 24.54694°E

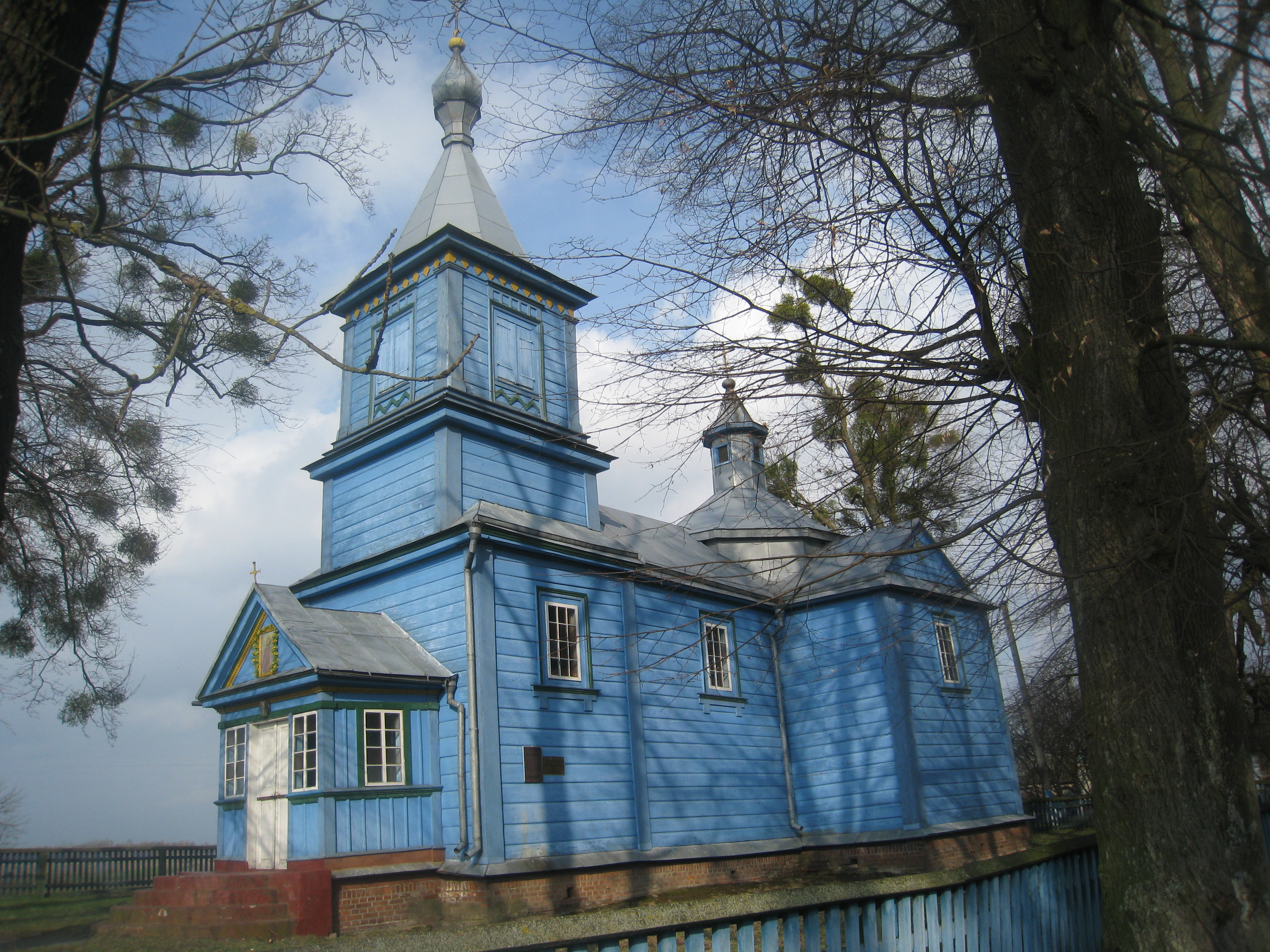

奧薩（烏克蘭語：Оса），是烏克蘭的村落，位於該國西部沃倫州，由科韋利區負責管轄，始建於1577年，面積1.95平方公里，海拔高度199米，2001年人口249，人口密度每平方公里127.43人。